# Vojnik
 Ovo je glavno značenje pojma Vojnik. Za planina u Crnoj Gori pogledajte Vojnik (planina).
Vojnik je naoružani pripadnik jedne vojske ili Oružanih snaga jedne države. Pojam se odnosi na sve od vrhovnog zapovjednika, časnika pa sve do „običnog” vojnika. Drugi nazivi mogu biti ratnik ili borac. S nazivom pokazuje se i interpretacija ili konstrukcije koje se trebaju povezati s tim pojmom.

## Zadaci
Vojnik je u funkciji kao branitelj jamac suverenosti svoje države i njenih stanovnika koje štiti od uništenja kroz djelovanje neprijateljskih snaga. Ako služi kao vojnik u agresorskoj vojsci služi osvajanju drugih zemalja kako bi njegova zemlja proširila teritorij.
U slučaju rata vojnik ima puno zadataka. Ovisno o situaciji neki su:
- izviđanje neprijateljskih snaga
- procjena stanja na bojištu
- primjena mjera koje su potrebne za postignuće cilja
- zauzimanje taktičkih, strateštkih ili gospodarski važnih točaka
- osiguranje položaja, zaleđa i linija opskrbe
- eliminacija neprijatelja

Vojnik, kao pripadnik nema posebnu oznaku čina (prišivak na odori). 
NATO klasifikacija: OR-1 
Skračena oznaka: voj

* Vojni i dočasnički činovi u HV:
Vojnici:
vojnik,
pozornik,
razvodnik
Niži dočasnici:
skupnik,
desetnik,
narednik
Viši dočasnici:
nadnarednik,
stožerni narednik,
časnički namjesnik